# Osroes I
Osroes I (ook wel Chosroes I, naar de spelling van zijn naam op zijn munten) was koning over een deel van het Parthische Rijk van 109 tot 129.

## Osroes' regering
Hij was de opvolger van zijn oudere broer Pacorus II. Hij heerste slechts over het westelijk deel van Parthië. In het Oosten had Vologases III zich reeds tijdens de regering van Pacorus als tegenkoning opgeworpen.

### Oorlog met de Romeinen
Kort na zijn aantreden interfereerde Osroes in een troonopvolging in Armenië. Armenië werd al lange tijd door zowel de Parthen als de Romeinen opgeëist. Sinds de overeenkomst tussen Vologases I en keizer Nero stond Armenië onder gedeelde invloed van beide rijken. Osroes zette de onlangs met steun van Rome benoemde koning Exedares af, en benoemde Pacorus' zoon Parthamasiris in zijn plaats. Hiermee riep hij de woede van de Romeinen op. In 113 trok keizer Trajanus op naar Armenië en wist het snel in handen te krijgen. Parthamasiris werd gevangengenomen en gedood. Armenië zelf werd van een vazalstaat gedegradeerd tot een Romeinse provincie.
Vervolgens trok Trajanus op tegen het Parthische rijk zelf, iets wat na de voor de Romeinen desastreus verlopen Slag bij Carrhae (53 v.Chr.) nog geen Romeins veldheer had aangedurfd. Hij veroverde het gebied van Mesopotamië en de steden Babylon, Seleucia en de hoofdstad Ctesiphon. Ook Mesopotamië maakte hij tot een provincie van het Romeinse Rijk. Osroes was inmiddels gevlucht naar Susa, maar ook deze stad werd door Trajanus ingenomen. Trajanus zette Osroes af en benoemde Osroes' zoon Parthamaspates, die een groot deel van zijn jeugd als gijzelaar in Rome had doorgebracht, in zijn plaats. Trajanus' succes gaf hem onder zijn troepen de bijnaam Parthicus.
Toen Trajanus in 117 overleed, verdreef de bevolking van Mesopotamië Parthamaspates en herstelden zij Osroes in zijn koningschap. De nieuwe keizer Hadrianus wilde geen veldtocht naar het oosten ondernemen en trok de Romeinse legers terug uit Armenië en Mesopotamië. Ook stond Hadrianus toe dat Armenië opnieuw een koninkrijk werd. Hadrianus en Osroes sloten vrede en onderhielden goede diplomatieke contacten. Osroes' dochter, die door Trajanus als gijzelaar was meegenomen naar Rome, mocht ook weer naar Parthië terugkeren.

### Binnenlandse strijd
De oorlog met de Romeinen verzwakte Osroes zodanig dat hij geen vuist kon maken tegenover zijn tegenstander Vologases III. Deze situatie werd nog versterkt doordat verschillende Parthische vazalstaten en provincies in opstand kwamen en zich onafhankelijk verklaarden.
De aantallen munten die van beide koningen gevonden zijn, maken aannemelijk dat door de tijd heen Osroes' invloed afnam en die van Vologases toenam. Toen Osroes rond 129 stierf, bezat Vologases het grootste deel van Parthië.

## Antieke bronnen
- Lucius Cassius Dio, lxviii, 17-33
- Pausanias, v, 12.6
- Historia Augusta, Vita Hadriani, 5, 21, 13.8
- Johannes Malalas, Chronographia